# Турецко-венецианская война (1463—1479)
Турецко-венецианская война 1463—1479 годов — первая в серии многочисленных турецко-венецианских войн XV—XVIII веков. Итогом войны стала утрата Венецией своих владений в Греции и Албании. В результате войны было покончено с господством Венецианской республики и госпитальеров в Эгейском море, перешедшим под контроль турок.

## Предпосылки
Венеция, будучи крупной морской державой, контролировала большинство «латинских» государств даже после реставрации Византийской империи династией Палеологов. Под управлением Венецианской республики находились многочисленные острова и прибрежные территории в Ионическом, Адриатическом и Эгейском морях. К началу войны Венеция потеряла лишь Фессалоники, которыми турки овладели после долгой осады в 1430 году. После завоевания Константинополя в 1453 году Османская империя продолжила свою экспансию на Балканах, в Малой Азии и Эгейском море. В 1459 году пала Сербия, а в 1460—1461 гг. пали последние осколки Византийской империи — Морейский деспотат и Трапезундская империя. Наксосское герцогство, находившееся в зависимости у Венеции, а также генуэзские колонии Лесбос и Хиос попали в зависимость от Османской империи в 1458 году, а спустя 4 года были аннексированы. Экспансия турецкой империи создавала угрозу интересам Венецианской республики в южной Греции (с падением Боснии в 1463 году) и на побережье Адриатики. 

## Начало войны
Греческий историк утверждает, что поводом к конфликту послужило бегство албанского раба, принадлежавшего турецкому коменданту Афин, к венецианцам с огромными богатствами, похищенными им из сокровищницы своего хозяина. Беглец затем принял христианство, и требования турок по выдаче раба остались без ответа. Использовав этот инцидент в качестве повода, командующий османскими войсками в Греции в ноябре 1462 года атаковал стратегически важную венецианскую крепость Лепанто. Эта атака чуть было не обернулась катастрофой для венецианского гарнизона. 3 апреля 1463 года правитель Мореи Иса-бей обманом захватил венецианскую крепость Аргос.

## Ход военных действий
Несмотря на то, что для венецианцев, имевших важные торговые связи с турками, война грозила обернуться значительными убытками, они вынуждены были подчиниться уговорам папского легата кардинала Виссариона и пламенным речам выдающегося члена Совета Ветторе Каппелло. 28 июля Сенат официально объявил войну Османской империи. Папа Пий II использовал это событие как повод для объявления нового крестового похода против мусульман. 12 сентября 1463 года Венеция и венгерский король Матвей Корвин заключили союз, закреплённый подписанным 19 октября договором с папой и герцогом Бургундским Филиппом Добрым. Согласно условиям договора, после победы над турками освобождённые Балканы планировалось поделить между победителями. Морея и западное побережье Греции отходили Венеции, Венгрия получала Болгарию, Сербию, Боснию и Валахию, Албанское княжество Скандербега включало в себя Македонию, а оставшиеся очищенные от турок европейские территории, включавшие Константинополь, планировалось объединить в реставрированную Византийскую империю под управлением выживших представителей династии Палеологов. Велись также переговоры с другими соперниками Османской империи: Узун-Хасаном, правителем Ак-Коюнлу, Караманидами и Крымским ханством.
Войска альянса наступали в разных направлениях. Венецианцы высадились в Морее, в то время как Матвей Корвин вступил в Боснию. В это же время в Анконе папа стал собирать войска, чтобы лично возглавить их в крестовом походе против турок. В начале августа венецианцы быстро отбили Аргос и укрепили Коринфский перешеек, восстановив крепостную стену («Гексамилион») и усилив её множеством орудий. Вслед за этим венецианцы продолжили осаду Акрокоринфа — стратегически важного укрепления в северо-западной части Пелопоннеса. Осада сопровождалась многочисленными изнурительными стычками и столкновениями с защитниками и турецкими войсками полководца Омар-бея. В конце концов венецианцы были разбиты под стенами крепости 20 октября, а их командующий был смертельно ранен. После этого венецианцы сняли осаду и отступили к Гексамилиону и Нафплиону. Тем временем в Боснии Матвей Корвин захватил более шестидесяти турецких укреплений и 16 сентября захватил столицу региона, город Яйце.
Турки среагировали оперативно и решительно: султан Мехмед II отправил своего великого визиря Махмуд-пашу вместе с армией в поход против венецианцев. Для противостояния венецианскому флоту, контролировавших входы в Дарданеллы, по приказу султана в бухте Золотой Рог была сооружена верфь, а также два форта для обороны проливов. Морейская кампания обернулась быстрой победой для османов: несмотря на предупреждения Омар-бея  о значительных силах, сконцентрированных венецианским командованием на укреплениях Гексамилиона, Махмуд-паша был настроен решительно и отдал приказ наступать, рассчитывая на неожиданность нападения. Когда османская армия достигла перешейка, венецианцы, деморализованные и замученные дизентерией, покинули свои позиции и отплыли в Нафплион. Османы, перейдя перешеек, вступили в Морею. Вскоре пал Аргос, а вместе с ним остальные укрепления, являвшиеся опорой венецианской власти в регионе и ранее принадлежавшие туркам. Омар-бей, получивший армию Махмуда-паши, получил приказ захватить владения республики в южном Пелопоннесе. 
Султан Мехмед II двигался со своей армией вслед за Омаром-беком, готовый предоставить полководцу подкрепления в случае необходимости. Узнав о победе Омар-бека, султан немедленно повернул свои силы на север, против Боснии. Попытки султана отбить Яйце в июле и августе 1464 года провалились, и турки вынуждены были отступать под напором венгерской армии. Подоспевшие свежие силы Махмуда-паши сумели остановить и отбросить венгров, однако Яйце оставался в руках последних ещё многие годы. Тем временем смерть папы Пия II 15 августа в Анконе ознаменовала собой окончание крестового похода. 
В это же время Республика назначила правителя Римини кондотьера Сиджизмондо Малатеста командующим сухопутными силами в Морее. Сиджизмондо был одним из самых талантливых итальянских полководцев, однако вверенные ему силы были очень ограничены. Он предпринял несколько нападений против турецких крепостей и осадил Мистру, однако вынужден был снять осаду с приближением подкреплений армии Омар-бека. С обеих сторон продолжались незначительные столкновения, однако дефицит живой силы и средств вынуждал венецианцев больше полагаться на свои укрепления, в то время как турки имели преимущество в открытом поле. Наёмники и стратиоты (греческие, албанские и сербские наёмные кавалеристы) на венецианской службе были недовольны задержкой жалования; земли, оставляемые жителями, приходили в полное запустение. Трудности в снабжении армии вынудили Омар-бе отступить в Афины осенью 1465 года. Малатеста, помышлявший о возвращении домой к своим неотложным делам, проявлял бездействие почти целый год, несмотря на слабость и малочисленность гарнизонов турецких крепостей, лишённых помощи Омар-бея. 
В Эгейском море адмирал Орсато Джиустиниан попытался отбить Лесбос весной 1464 года и осадил его столицу Митилини. Осада продолжалась 6 месяцев, однако с прибытием оттоманского флота Махмуда-паши 18 мая адмирал вынужден был снять осаду. Повторная попытка отбить остров также провалилась, а сам Джиустиниан умер на Модоне 11 июля. Сменивший его Якопо Лоредан провёл остаток года в бессмысленных демонстрациях силы близ Дарданелл. В начале 1465 года султан послал послов в венецианский Сенат для мирных переговоров. Сенат, не доверявший словам посланцев, отклонил предложение. Вскоре после этого венецианцы ввязались в конфликт с госпитальерами на Родосе, атаковавшими венецианские суда, сопровождавшие мавританских купцов в Мамлюкский султанат. Эта новость взбесила мамлюков: они арестовали всех венецианских купцов в Леванте и пригрозили, что если венецианцы не освободят их торговцев, то мамлюки вступят в войну на стороне турок. Венецианский флот отплыл к Родосу, имея целью любими средствами, включая силовыми, добиться освобождения мавританских купцов. В конце концов потенциально опасный конфликт между венецианцами и госпитальерами был заглажен, и пленные купцы были переданы Венеции. 
В апреле 1466 года непримиримый сторонник войны Ветторе Капелло лично возглавил венецианский флот. Под его руководством флот снова стал одерживать победы: были отбиты острова на севере Эгейского моря (Имброс, Тасос, Самотраки). После этого флот прибыл к Сароническому заливу. 12 июля Капелло высадился в Пирее и занял Афины, главную османскую военно-стратегическую базу. Однако Капелло не сумел взять Акрополь и вынужден был отступать к Патрам, который осаждали венецианские войска морейского правителя Якопо Барбариго. Город находился на грани капитуляции, однако внезапно на помощь пришёл Омар-бей с 12 000 всадников и отбросил венецианцев. из двухтысячной венецианской армии 600 человек, включая командующего Барбариго, погибло, 100 попало в плен. Прибывший спустя несколько дней Капелло попытался атаковать турок и взять реванш, но потерпел тяжёлое поражение. Полностью деморализованный, он вернулся в Неграпонт с остатками армии. Вскоре он заболел и умер 13 марта 1467 года.
В 1470 году султан Мехмед II предпринял экспедицию на остров Евбею (Негропонт). После длившейся несколько недель осады ее столица Халкида капитулировала после того, как генуэзский флот Николо Канале не смог деблокировать город. Весь остров оказался в руках турок.

## Война с албанцами
Весной 1466 года султан во главе огромной армии отправился на покорение албанцев. Албанцы под командованием своего знаменитого лидера Скандерберга оказывали длительное сопротивление османам. Для албанцев турецко-венецианская война, сковывавшая часть османских сил, представляла собой блестящую возможность отстоять свою независимость. Для венецианцев албанцы были полезным «щитом» для республиканских прибрежных владений. Главным результатом турецкой кампании стало строительство стратегически важной крепости Эльбасан, надвое разрезавшей территорию Албании и изолировавшей силы Скандерберга от венецианских владений на юге. Однако с уходом султана войска Скандерберга, спустившись с высокогорий, разбили османского командующего Балабан-пашу и сняли осаду с крепости Круя. Сам Скандерберг провёл зиму в Италии в поисках союзников. С его возвращением в начале 1467 года верные ему войска атаковали Эльбасан. В свою очередь Мехмед II двинулся с войсками в Албанию. Энергично отбивая нападения на турецкие крепости, султан одновременно сумел не допустить соединения албанцев с венецианцами. Однако турки не сумели взять Крую, и попытки подчинить страну в конечном итоге провалились. Ситуация переменилась в пользу турок с наступлением зимы, когда прокатившаяся по стране эпидемия чумы значительно ослабила албанские силы. Страшные эпидемии, скашивавшие ряды защитников Албании, поражали страну ежегодно. Сам Скандерберг скончался от малярии в венецианской крепости Лежа. Албанцы, оставшиеся без лидера, были покорены в течение следующего десятилетия.

## Окончание войны
25 января 1479 года Джованни Дарио подписал в Стамбуле мирный договор с турками. В этой войне Венеция потеряла Негропонте, Лемнос, а также опорные пункты в Морее и Эпире. Венеция должна была выплатить компенсацию в 100 000 дукатов и 10 000 ежегодно за право вести торговлю на турецкой территории.